# 陈伟俊
陳偉俊（1966年6月—），男，汉族，浙江宁海人，中华人民共和国政治人物。中央党校在职研究生学历。现任中共新疆维吾尔自治区党委常委、自治区人民政府常务副主席。

## 生平
1985年6月加入中国共产党，1986年8月参加工作。曾任共青团宁海县委书记、宁海县前童镇镇长、镇党委书记、宁海县副县长、奉化市常务副市长、市长、余姚市市长、市委书记、鄞州区委书记、宁波市委常委等职。
2013年12月，任湖州市委副书记、代市长、市长。2017年3月，任中共湖州市委书记。
2018年1月，任浙江省副省长。2018年5月，兼任中共温州市委书记。2019年7月，任中共浙江省委常委，温州市委书记。
2021年6月，调任中共新疆维吾尔自治区党委常委、自治区政府常务副主席。